# Nazionale maschile di pallacanestro della Sierra Leone
La nazionale di pallacanestro della Sierra Leone è la rappresentativa cestistica della Sierra Leone ed è posta sotto l'egida della Federazione cestistica della Sierra Leone.